# Servicio de Concentración Parcelaria
El Servicio de Concentración Parcelaria (SCP) fue un organismo oficial español creado durante la dictadura franquista en febrero de 1953, inscrito inicialmente dentro del Instituto de Estudios Agro-sociales.
Surgido en virtud a la promulgación de la Ley de 20 de diciembre de 1952 de Concentración Parcelaria, más adelante, con Decreto 3293/1962 de 7 de diciembre, se convertiría en el Servicio de Concentración Parcelaria y Ordenación Rural, para desaparecer finalmente en 1971, absorbido dentro del recién creado Instituto Nacional de Reforma y Desarrollo Agrario (IRYDA). Fue dirigido por Ramón Beneyto Sanchís, cesado en octubre de 1965, cuando el cargo pasó a manos de Luis García de Oteyza.